# RGB színtér

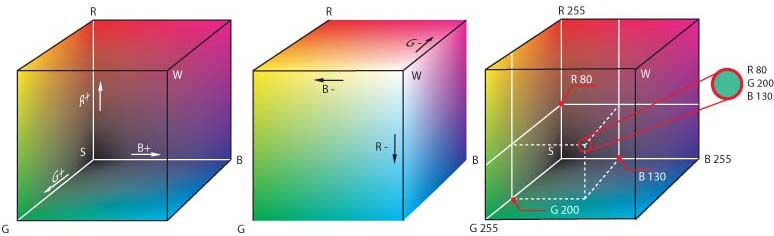
RGB-kocka

Az RGB színtér egy olyan additív színmodell, ami a vörös, zöld és kék fény különböző mértékű keverésével határozza meg a különböző színeket. Az elnevezése ezen három alapszín angol megfelelőinek első betűiből ered: Red (piros), Green (zöld), Blue (kék). Elsődlegesen elektronikai eszközök és a számítástechnika terén alkalmazzák, pl. képernyők, kijelzők, érzékelők esetén.

## Előzményei

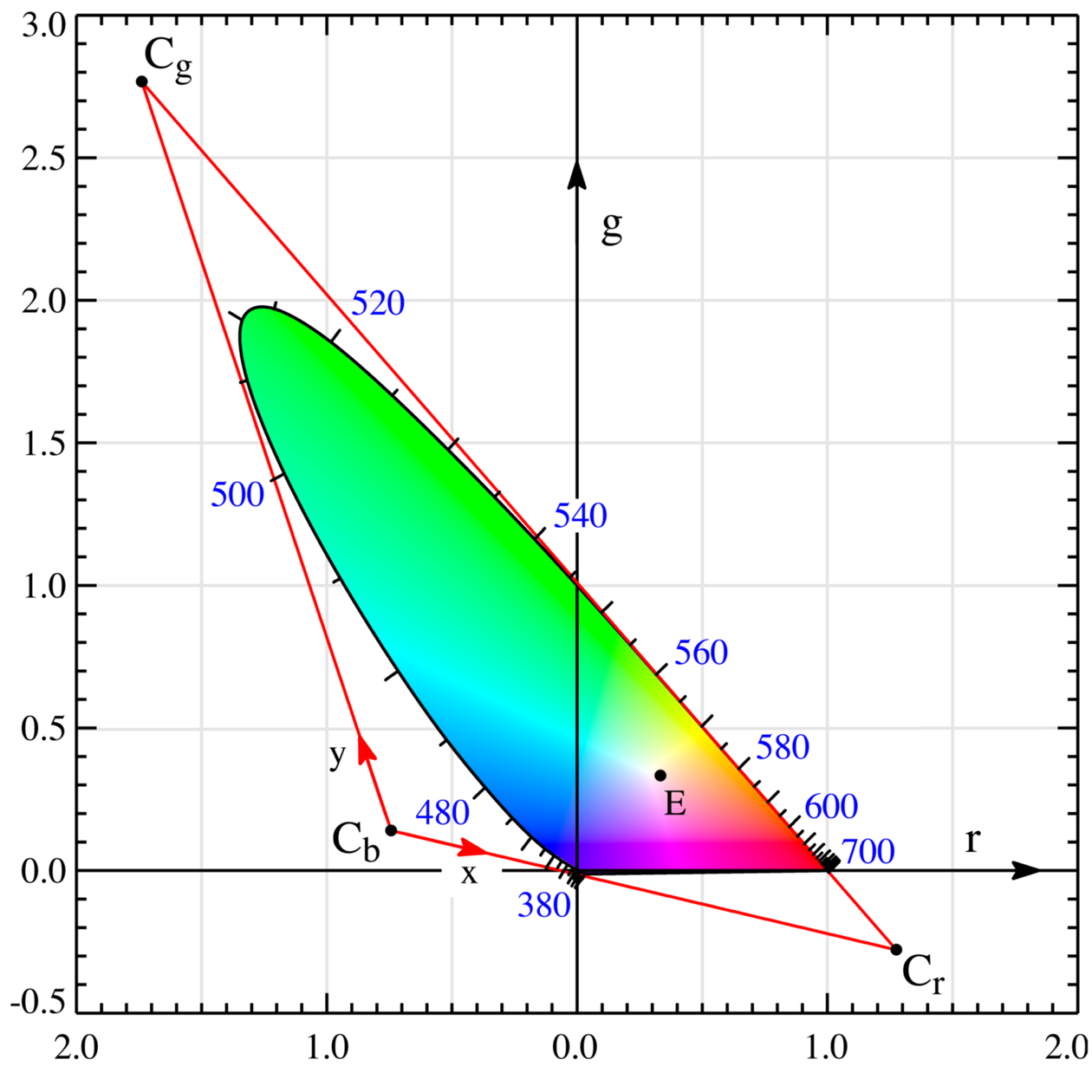
Az rgb koordináták fekete színűek, függőlegesek. Az xy koordináták piros színűek. Az E egyenlő energiájú pont értéke mindkét rendszerben 1/3

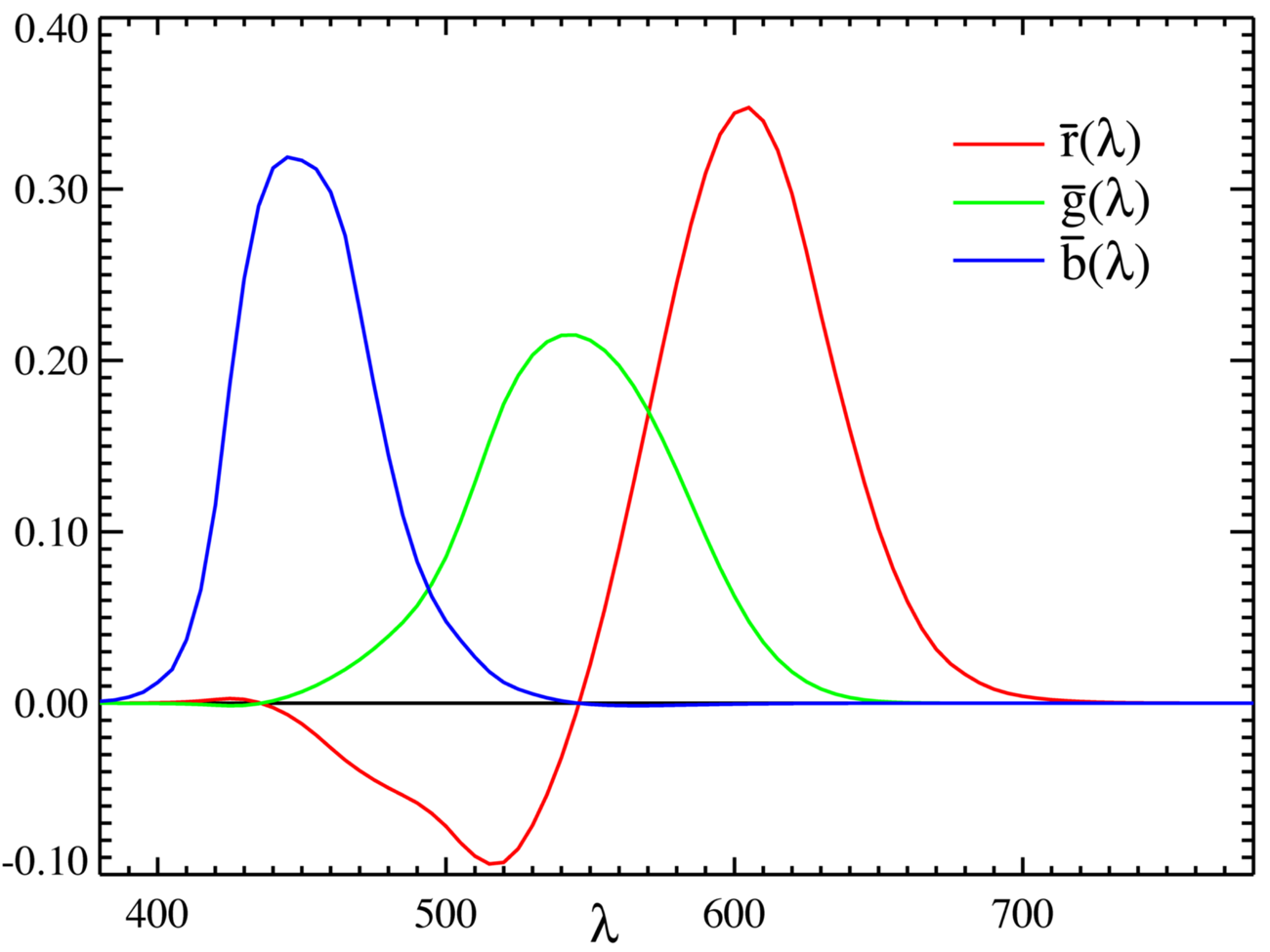
Az rgb spektrum, ahogyan az emberi színlátást leírja

A Nemzetközi Világítástechnikai Bizottság (John Guild és David Wright) 1914 és 1931 között dolgozta ki az első, metrikus (mérésen alapuló) RGB rendszert. Ennek szakmai háttere a Young–Helmholtz-féle trikromatikus színlátás-elmélet és a Maxwell-féle egyenlő oldalú rgb színháromszög. Az eredeti monokromatikus alap-színingereket (450, 530 és 610 nm) az XYZ-re való áttérésnél megváltoztatták. Az RGB és az XYZ közötti átszámítás harmadrendű mátrixszal lehetséges. Bár nem vonták vissza, gyakorlatilag nem használják, különösen azóta, hogy a számítástechnika számára azonos nevű rendszert hoztak létre.
{\displaystyle {\begin{bmatrix}X\\Y\\Z\end{bmatrix}}={\frac {1}{0,17697}}{\begin{bmatrix}0,49&0,31&0,20\\0,17697&0,81240&0,01063\\0,00&0,01&0,99\end{bmatrix}}{\begin{bmatrix}R\\G\\B\end{bmatrix}}}
Az RGB átszámítási mátrixoknak sokféle változata van; ezeknek csak egyike a CIE 1931 RGB
Jelölések
{\displaystyle X,\ Y,\ Z,\ R,\ G,\ B} CIE 1931 színinger összetevők
{\displaystyle x,\ y,\ z,\ r,\ g,\ b} CIE 1931 színességi koordináták
{\displaystyle {\bar {x}},\ {\bar {y}},\ {\bar {z}},\ {\bar {r}},\ {\bar {g}},\ {\bar {b}}} CIE 1931 spektrális színinger megfeleltető függvények
{\displaystyle x_{R},\ y_{R},\ x_{G},\ y_{G},\ x_{B},\ y_{B}} CIE 1931 alap színingerek (primaries) színességi koordinátái
A fentiek 2 fokos látószögre (az éles látás zónájára) érvényesek. Ezeket 1964-ben kiegészítették a 10 fokos (általános látóterű) színtérrel.
A számítógépes adatfeldolgozásban R, G, B betűk igen sokféle jelentéssel jöttek létre. Gyakorlatilag minden, a színességi háromszögben leírható gamut alapszíningereit az R, a G és a B betűkkel jelölik.

### Kezdeti alkalmazása
A CCIR 601 (EBU 3203) 1982-ben a következő előírásokat tette a színes televízió számára
| színességi koordináta | R    | G    | B    |
| --------------------- | ---- | ---- | ---- |
| x                     | 0,64 | 0,29 | 0,15 |
| y                     | 0,33 | 0,60 | 0,06 |
| z                     | 0,03 | 0,11 | 0,79 |

| hullámhossz | R      | G      | B      |
| ----------- | ------ | ------ | ------ |
| nm          | 645,16 | 526,32 | 444,44 |

A szabványos megvilágítás (a fehér) kezdetben a C, jelenleg a D65. Ezt követték időrendben a számítógépes megjelenítés, a digitális televízió (ITU-R BT.709-5, jelenleg az ITU 2020 az UHD TV céljára)

ITU Rec. 2020 UHD TV
| színességi koordináta | R       | G       | B       |
| --------------------- | ------- | ------- | ------- |
| x                     | 0,70792 | 0,17024 | 0,13137 |
| y                     | 0,29203 | 0,79762 | 0,04588 |
| z                     | 0,0     | 0,03324 | 0,82275 |
| u'                    | 0,5565  | 0,05573 | 0,15983 |
| v'                    | 0,51651 | 0,58674 | 0,12558 |

| hullámhossz | R   | G   | B   |
| ----------- | --- | --- | --- |
| nm          | 630 | 532 | 467 |

### Az RGB és a CIE 1931 alapszíningerek közötti eltérés
| D65, 2 fokos látószög | CIE 1931 | CIELAB | Munsell | RGB | RGB | RGB | COLOROID |
| alapszíninger         | xy szög  | hab    | H       | R   | G   | B   | A        |
| sRGB R 645 nm         | 0,17     | 40,00  | 7,92R   | 250 | 24  | 35  | 31,11    |
| sRGB G 526 nm         | 92,69    | 136,02 | 9,92GY  | 103 | 255 | 40  | 71,11    |
| sRGB B 444 nm         | 238,83   | 306,29 | 5,41RP  | 42  | 16  | 245 | 50,63    |
| CIE R 700 nm          | 352,74   | 37,00  | 7,17R   | 247 | 17  | 30  | 31,24    |
| CIE G 546 nm          | 94,17    | 126,86 | 7,97GY  | 139 | 242 | 45  | 72,25    |
| CIE B 435 nm          | 242,66   | 309,41 | 8,45PB  | 87  | 20  | 217 | 50,1     |

Az sRGB és a CIE RGB vörös alapszíningere csaknem ugyanabba az irányba esik. 0,17° és 352,74° alig tér el a vízszintestől (az x tengely irányától) az xy koordináta-rendszerben. Az RGB háttárszínek szemléltetése a szabványosnál  alacsonyabb telítettségi tisztaságú ebben a táblázatban az összehasonlíthatóság érdekében. Az összehasonlítás célja kizárólag a színezetek jellemzése, amelyet a CIE esetében a hab, valamint a hu'v' színezeti szög, Munsell esetében a Hue, COLOROID esetében az A színezet képvisel.
Az ITU 709 és az sRGB alapszíningerei és a megvilágítási szabványuk is azonos.  Különbségük csupán annyi közöttük, hogy az ITU nemzetközi szakmai szabvány a videotechnika számára, míg az sRGB-t a Microsoft dolgozta ki. Utóbbit főként a digitális fényképezésnél alkalmazzák.

## Reprezentáció
Az RGB skálán egy színt az határoz meg, hogy milyen intenzitású a három komponense. Ezen koncepció szerint rajzolható egy háromdimenziós modell, ahol a 3 tengely sorra a 3 alapszínt adja meg, 0 és valamilyen maximális érték (általánosságban 1 vagy a 255) között, és ezen határokon belül értelmezhető a színtér összes eleme. Ha mindhárom 0, akkor az eredő szín fekete lesz, ha 1 (vagy a maximum), akkor fehér, az összes köztes érték eredményezi a különböző árnyalatokat, mint pl.:
- Piros és zöld maximum sárgát eredményez
- Kék és zöld maximum türkiz színű lesz
- Piros 0,5 (vagy a maximum fele), kék maximum pedig lila